# Måsar och trutar

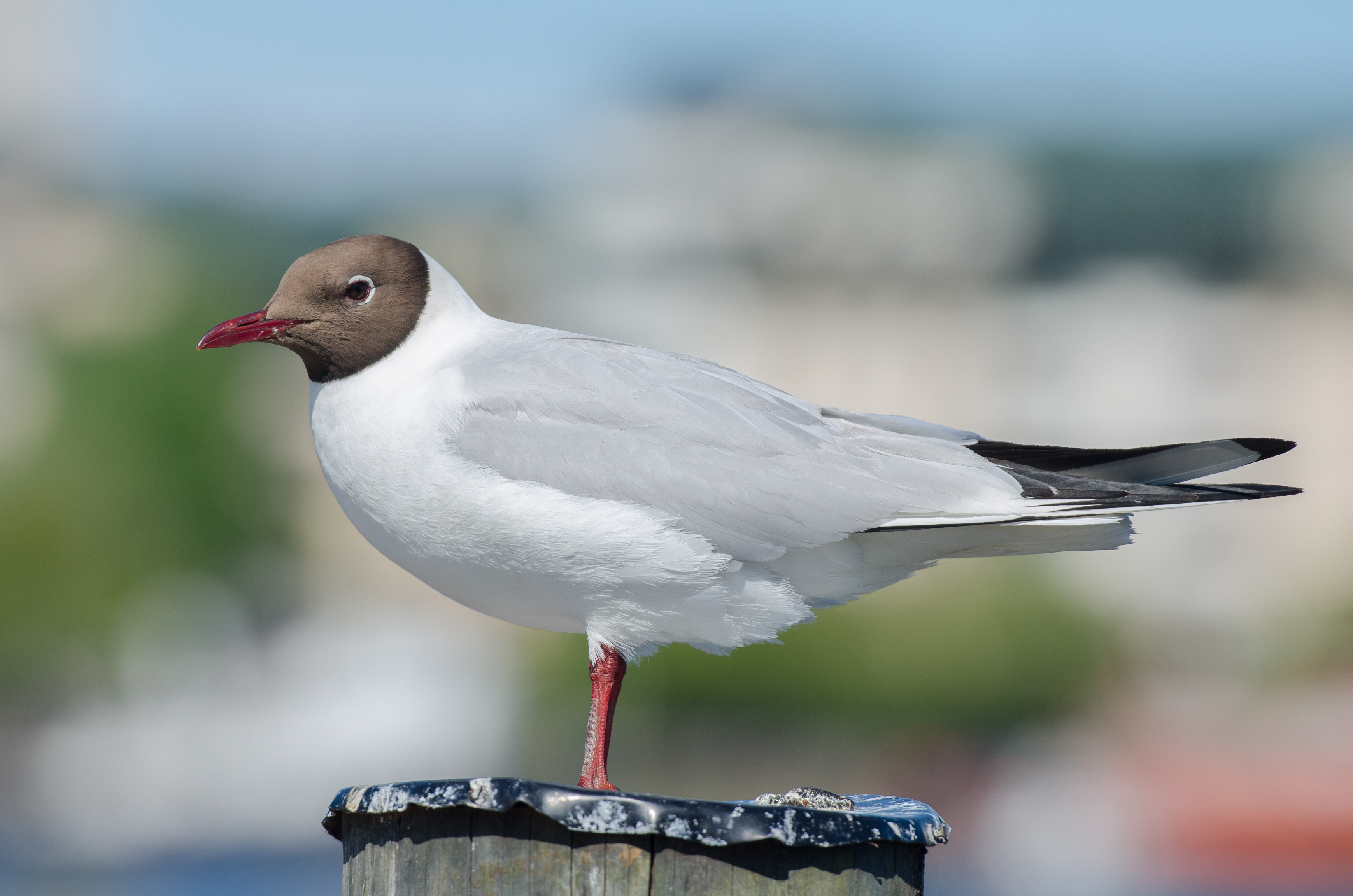
Skrattmås. På denna bild syns tydligt hur de svarta handpennornas spetsar sticker ut längre än den vita stjärten.

Måsar och trutar (vetenskapligt namn: Larinae) är en underfamilj som tillhör familjen måsfåglar (Laridae) inom ordningen vadarfåglar. Underfamiljen förekommer över hela världen, utom på Antarktis. De lever ofta kring kuster men vissa arter finner man också inåt land, vid floder, sjöar, våtmarker men även periodvis vid åkrar eller i närheten av människan, inne i städer och på soptippar. Tretåig mås, beringmås och tärnmås lever pelagiskt utanför häckningstid.

## Systematik
Generellt kan man säga att de mindre arterna kallas måsar och de större trutar. Tidigare placerades merparten av trutar och måsar i släktet Larus, men efter genetiska studier som visade att Larus inte var monofyletiskt förs ett antal arter till flera mindre släkten. Till exempel placeras dvärgmås numera i Hydrocoloeus och skrattmås i Chroicocephalus.

## Utseende
Arterna inom underfamiljen Larinae har simhudsförsedda fötter och deras övernäbb saknar vaxhud. Näsborrarna ligger vid eller framför näbbens mitt. Deras stjärt är i regel tvär eller rundad och når inte lika långt bak som de ihoplagda vingarnas spetsar då fågeln sitter. 
Hos absoluta merparten är könen lika. I adult dräkt är de ofta vita och gråa med inslag av svart. Sommardräkten skiljer sig ofta från vinterdräkten. Som ungfåglar är de grå- och brunspräckliga. Att känna igen fåglarna i adult dräkt är ofta inte så svårt, eftersom de har bestämda kombinationer av mantelfärg, storlek, näbb- och benfärg etc. Att skilja på de olika gråspräckliga ungfåglarna kräver däremot mycket träning.

## Ruggning

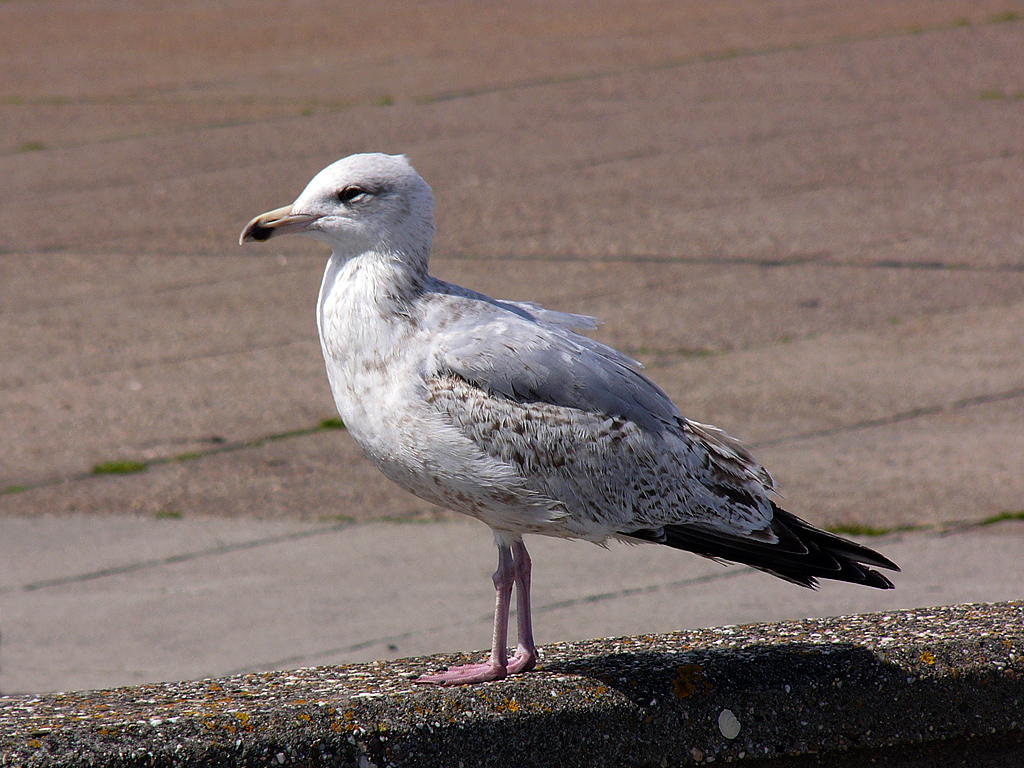
Gråtrut i andra årets sommardräkt.

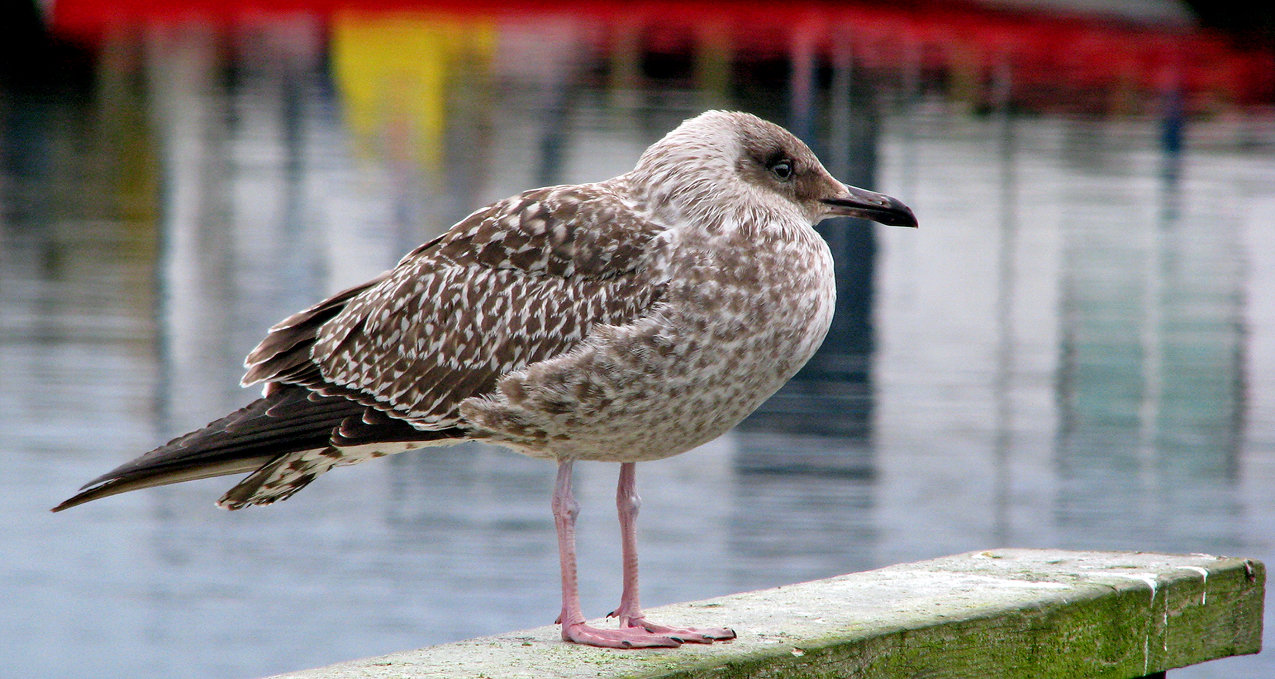
Silltrut i första vinterdräkt.

Måsar och trutar ruggar två gånger om året. En vårruggning där bara huvud- och kroppsfjädrar byts ut och en höstruggning där huvud-, kropps-, stjärt- och vingfjädrar byts. Man brukar dela in måsar i tre kategorier beroende på hur många år det tar för dem att nå adult dräkt.

### Två åldersklasser
Arterna inom denna kategori anlägger adult dräkt ett drygt år sedan de har kläckts, det vill säga på sitt andra levnadsår. Inom denna kategori finns de flesta mindre måsar som exempelvis skrattmåsen. Det innebär att man bara kan se två olika åldersklasser av dessa fåglar vid en specifik tidpunkt på året: första årets fåglar och adulta. (Undantaget är i juli–augusti, då man förutom de två åldersklasserna också kan se precis flygfärdiga juveniler.)

### Tre åldersklasser
Arterna inom denna kategori anlägger adult dräkt efter drygt två år sedan de har kläckts, det vill säga på deras tredje levnadsår. Inom denna kategori finns de medelstora måsarna och dvärgmåsen. Ett exempel är fiskmåsen. Detta innebär att man kan se tre olika åldersklasser av dessa fåglar vid en specifik tidpunkt på året: första årets fåglar, andra årets fåglar och adulta. (Undantaget är i juli–augusti då man förutom de tre åldersklasserna också kan se precis flygfärdiga juveniler.)

### Fyra åldersklasser

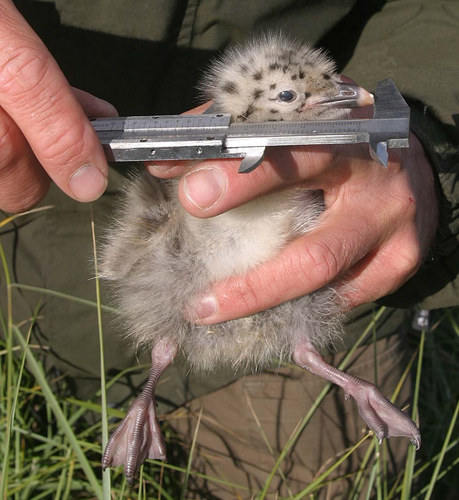
Trutunge.

Arterna inom denna kategori anlägger adult dräkt efter drygt tre år sedan de har kläckts, det vill säga på deras fjärde levnadsår. Inom denna kategori finns alla trutarna. Ett exempel är havstruten. Detta innebär att man kan se fyra olika åldersklasser av dessa fåglar vid en specifik tidpunkt på året: första årets fåglar, andra årets fåglar, tredje årets fåglar och adulta. (Undantaget är i juli–augusti då man förutom de fyra åldersklasserna också kan se precis flygfärdiga juveniler.)

## Ekologi

### Häckning
Måsar och trutar är i allmänhet sociala och under häcktiden förenar de sig vanligen i stora skaror. De häckar gärna kolonivis och de lägger ett till fyra ägg i ett bo, ofta placerat direkt på marken. Båda könen ruvar. Ungarna blir snabbt flygga men matas länge av sina föräldrar.

### Föda
Arterna inom familjen är alla uthålliga flygare. De vilar sig ofta på vattenytan, men är inte skickliga simmare och har vanligtvis inte förmåga att dyka under vattenytan eller att störtdyka. De större arterna är utpräglade rovfåglar. Måsar är annars allsidiga i sin kost och många arter har anpassat sig till människan och lever på soptippar och inne i städer. Annars äter de fisk, kräftdjur, kadaver, insekter, och andra fåglars ungar och ägg. Vissa arter, som exempelvis ismås, kan även äta större djurs exkrementer. Måsar och trutar ses ofta på nyplöjda åkrar och betesfält där de främst äter daggmask.

## Släkten i underfamiljen
- Creagrus – en art, svalstjärtad mås
- Rissa – två arter tretåiga måsar
- Pagophila – en art, ismås
- Xema – en art, tärnmås
- Chroicocephalus (inkl. Saunderilarus) – 11–12 arter tidigare placerade i släktet Larus
- Hydrocoloeus – en art, dvärgmås, tidigare i Larus
- Rhodostethia – en art, rosenmås
- Leucophaeus – nearktiskt släkte med fem arter som i häckningsdräkt har mörk hätta; tidigare i Larus
- Ichthyaetus – sex arter som i häckningsdräkt är svarthuvade och som förekommer i södra palearktis; tidigare i Larus
- Larus – 21–25 arter

## Måsar, trutar och människor
Trutar har dialektalt kallats gjuse, som härleds från fornsvenskans giudher, vilket alltså ungefär betyder ljuder, och refererar till att trutar är högljudda fåglar på häckningsplats. Dialektalt har den på Gotland därför även kallats gjause och vid södra Stora Karlsö finns en liten ö som kallas Gjaus häll. Detta gjuse är alltså besläktat med suffixet i fiskgjuse.

## Galleri

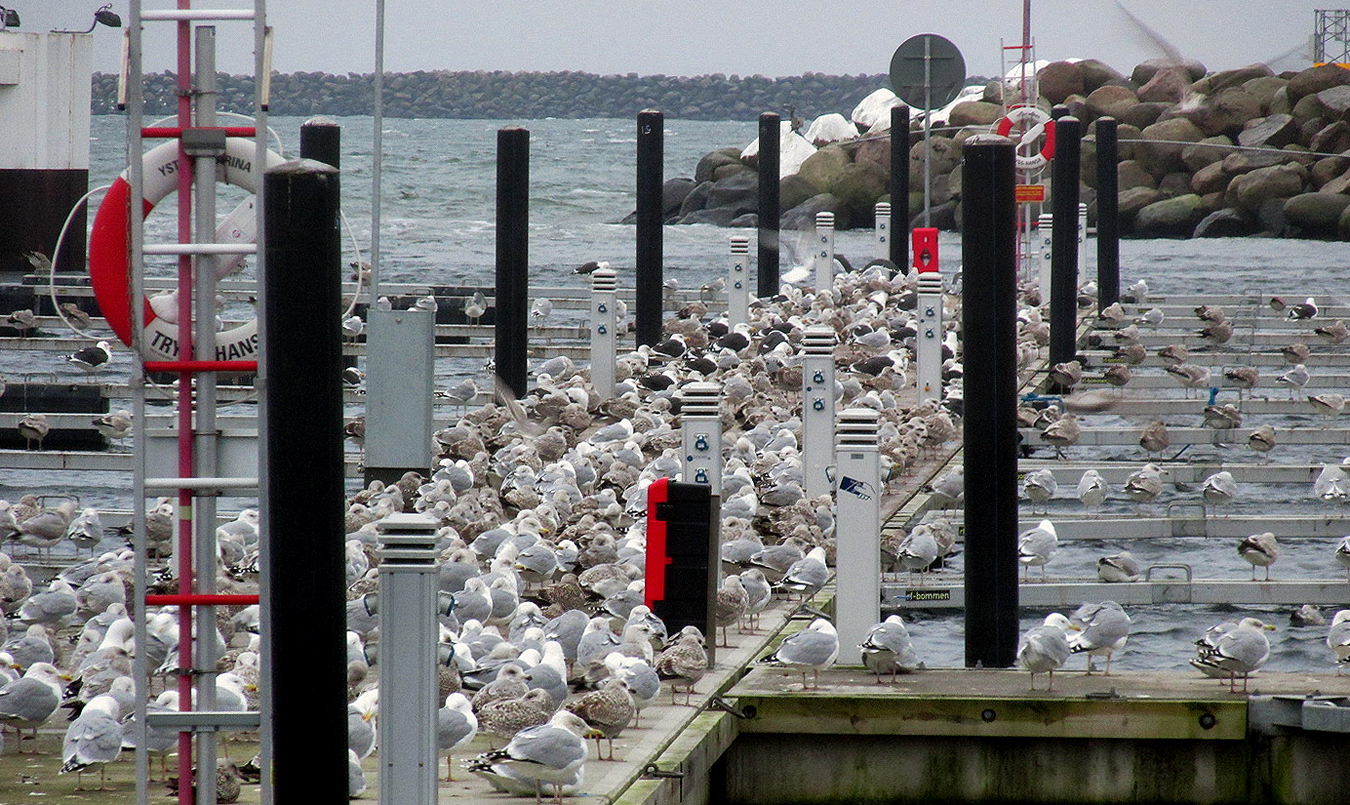
Trutar och måsar är mycket sociala och flera arter samlas ofta inför exempelvis "nattkvist".
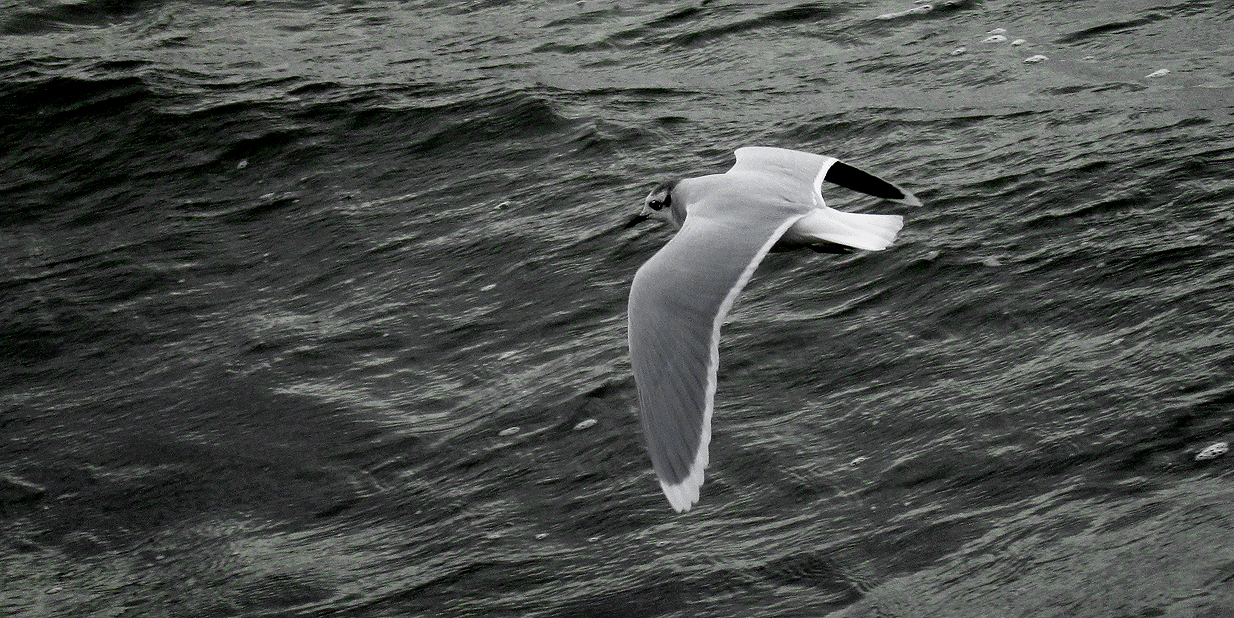
En adult dvärgmås i vinterdräkt.